# Oxyrrhynchium
Oxyrrhynchium ist eine Gattung von Laubmoosen aus der Familie Brachytheciaceae mit subkosmopolitischer Verbreitung.

## Beschreibung
Die mittelgroßen Pflanzen bilden lockere, bleichgrüne bis bräunlich-grüne, glänzende Rasen. Die kriechenden Stämmchen sind unregelmäßig bis ziemlich regelmäßig fiedrig verzweigt und sehr locker oder an manchen Stellen dichter kätzchenartig mit Blättchen besetzt. Die Äste sind kätzchenartig beblättert und halb abgeflacht bis manchmal deutlich abgeflacht. Die Stämmchenblätter sind aufrecht-abgespreizt bis abgespreizt, glatt, eiförmig (am breitesten bei einem Siebentel bis einem Drittel der Blattlänge) mit kurzer oder langer Spitze; die Ränder sind gesägt bis fein gesägt. Die Blattrippe reicht bis zur Blattmitte oder knapp drei Viertel der Blattlänge und tritt auf der Blattrückseite als Dorn aus. Astblätter sind den Stämmchenblättern ähnlich oder stark differenziert, im letzteren Fall mehr elliptisch mit der breitesten Stelle des Blattes bei 1/2 bis 1/3 der Blattlänge und kürzer zugespitzt.
Die Arten sind meist diözisch. Die Seta ist lang und rau, selten glatt, die eiförmige und gebogene Kapsel geneigt bis horizontal, der Kapseldeckel lang geschnäbelt.

## Systematik und Arten (Auswahl)
Die Arten der Gattung Oxyrrhynchium wurden oft der Gattung Eurhynchium zugerechnet. Neuere Forschungsergebnisse sprechen für die Eigenständigkeit von Oxyrrhynchium.
Nach Stech & Frey beinhaltet Oxyrrhynchium weltweit 22 Arten, nach anderen Quellen umfasst sie 10 bis 15 Arten. In Europa sind die folgenden Arten vertreten:
- Oxyrrhynchium hians
- Oxyrrhynchium pumilum
- Oxyrrhynchium schleicheri
- Oxyrrhynchium speciosum